# Chrysopilus imitator
Chrysopilus imitator är en tvåvingeart som beskrevs av Paramonov 1962. Chrysopilus imitator ingår i släktet Chrysopilus och familjen snäppflugor. Inga underarter finns listade i Catalogue of Life.